# Esgrima nos Jogos Olímpicos de Verão de 2008 - Florete por equipes feminino
As competições de florete por equipes feminino da esgrima nos Jogos Olímpicos de Verão de 2008 realizaram-se no dia 16 de agosto no Centro de Convenções do Olympic Green, em Pequim na China.

## Medalhistas
|  | RUS Rússia                                                       |  | USA Estados Unidos                     |  | ITA Itália                                                                |
|  | Aida Shanaeva Svetlana Boyko Evgenia Lamonova Victoria Nikichina |  | Emily Cross Hanna Thompson Erinn Smart |  | Valentina Vezzali Giovanna Trillini Margherita Granbassi Ilaria Salvatori |

## Equipes
| 1. RUS Rússia: - Aida Shanaeva - Svetlana Boyko - Evgenia Lamonova - Victoria Nikichina 3. HUN Hungria: - Gabriella Varga - Edina Knapek - Aida Mohamed - Virginie Ujlaki 5. CHN China: - Huang Jialing - Sun Chao - Zhang Lei - Su Wanwen 7. USA Estados Unidos: - Emily Cross - Doris Willette - Hanna Thompson - Erinn Smart | 2. POL Polônia: - Malgorzata Wojtkowiak - Magdalena Mroczkiewicz - Sylwia Gruchala - Karolina Chlewinska 4. ITA Itália: - Ilaria Salvatori - Maria Valentina Vezzali - Giovanna Trillini - Margherita Granbassi 6. GER Alemanha: - Carolin Golubytskyi - Anja Schache - Melanie Wolgast - Katja Waechter 8. Egito: - Iman Shaban - Eman El Gammal - Salma Soueif - Shaimaa El Gammal |  |

## Torneio
|  | Quartas de final | Quartas de final | Quartas de final |                |       | Semi-finais | Semi-finais                  | Semi-finais                  |                              |  | Disputa da medalha de ouro | Disputa da medalha de ouro | Disputa da medalha de ouro |
|  |                  |                  |                  |                |       |             |                              |                              |                              |  |                            |                            |                            |
|  | 1                | Rússia           | 45               |                |       |             |                              |                              |                              |  |                            |                            |                            |
|  | 8                | Egito            | 23               |                |       |             |                              |                              |                              |  |                            |                            |                            |
|  | 8                | Egito            | 23               |                | 1     | Rússia      | 22                           |                              |                              |  |                            |                            |                            |
|  |                  |                  |                  |                | 1     | Rússia      | 22                           |                              |                              |  |                            |                            |                            |
|  |                  | 4                | Itália           | 21             |       |             |                              |                              |                              |  |                            |                            |                            |
|  | 5                | 4                | Itália           | 21             | China | 24          |                              |                              |                              |  |                            |                            |                            |
|  | 5                |                  |                  |                | China | 24          |                              |                              |                              |  |                            |                            |                            |
|  | 4                | Itália           | 37               |                |       |             |                              |                              |                              |  |                            |                            |                            |
|  |                  |                  |                  |                |       |             |                              |                              |                              |  | 1                          | Rússia                     | 28                         |
|  |                  |                  | 7                | Estados Unidos | 11    |             |                              |                              |                              |  |                            |                            |                            |
|  | 3                | Hungria          | 35               |                |       |             |                              |                              |                              |  |                            |                            |                            |
|  | 6                | Alemanha         | 31               |                |       |             |                              |                              |                              |  |                            |                            |                            |
|  | 6                | Alemanha         | 31               |                | 3     | Hungria     | 33                           |                              |                              |  |                            |                            |                            |
|  |                  |                  |                  |                | 3     | Hungria     | 33                           |                              |                              |  |                            |                            |                            |
|  |                  | 7                | Estados Unidos   | 35             |       |             | Disputa da medalha de bronze | Disputa da medalha de bronze | Disputa da medalha de bronze |  |                            |                            |                            |
|  | 7                | Estados Unidos   | 31               |                |       |             | 4                            | Itália                       | 32                           |  |                            |                            |                            |
|  | 2                | Polônia          | 30               |                |       |             |                              |                              |                              |  | 3                          | Hungria                    | 23                         |